# Dante Alighieri
Dante Alighieri, bautizado Durante di Alighiero degli Alighieri (Florencia, c. 29 de mayo de 1265-Rávena, 14 de septiembre de 1321), fue un poeta y escritor italiano, conocido por escribir la Divina comedia, una de las obras fundamentales de la transición del pensamiento medieval al renacentista y una de las cumbres de la literatura universal.
La fecha exacta del nacimiento de Dante es desconocida, aunque generalmente se cree que fue alrededor de 1265. Esto puede deducirse de las alusiones autobiográficas reflejadas en la Vita nuova.
Dante participó activamente en las luchas políticas de su tiempo, por lo que fue desterrado de su ciudad natal, y fue un activo defensor de la unidad italiana. Escribió varios tratados en latín sobre literatura, política y filosofía. A su pluma se debe el tratado en latín De Monarchia, de 1311, que constituye una exposición detallada de sus ideas políticas, entre las cuales se encuentran la necesidad de la existencia de un Sacro Imperio Romano y la separación de la Iglesia y el Estado. En 1289 participó en la batalla de Campaldino durante la guerra entre Florencia y Arezzo, y contribuyó así a la victoria de los florentinos.
Apodado «el Poeta Supremo» (en italiano «il Sommo Poeta»), también se le considera el «padre del idioma italiano» (llamado volgare en aquella época). Su primera biografía fue escrita por Giovanni Boccaccio (1313-1375), en el Trattatello in laude di Dante.

## Biografía

### Infancia y juventud

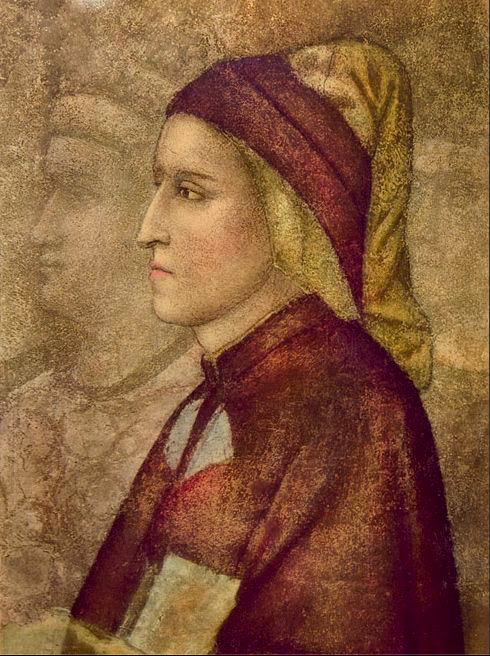
Fresco de Dante pintado por Giotto (ca. 1314).

Se desconoce el año de su nacimiento exacto, aunque suele datarse en torno a 1265 en Florencia, tomando en cuenta algunas alusiones autobiográficas en la Vita nuova y en el Infierno (que se inicia «en medio del camino de nuestra vida»), cuando se sabe por otras de sus obras que, siguiendo una tradición bien conocida, Dante consideraba que la mitad de la vida de un hombre eran los treinta y cinco años, por lo que, si el viaje imaginario se inicia en 1300, debería haber nacido hacia 1265. Algunos versos del Paraíso informan que nació bajo el signo de Géminis, es decir, entre el 21 de mayo y el 21 de junio.

L'aiuola che ci fa tanto feroci,

volgendom' io con li etterni Gemelli,

tutta m'apparve dà colli a le foci;

poscia rivolsi li occhi a li occhi belli.
Paraíso, canto XXII, 151-154.

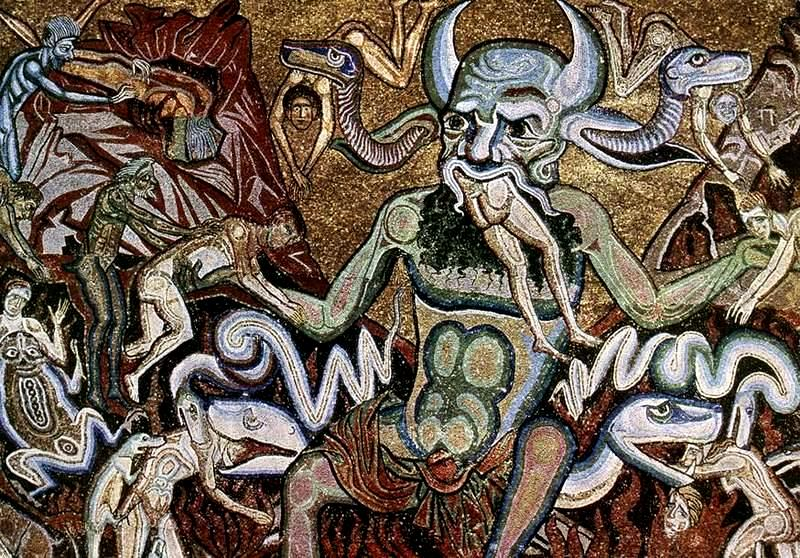
Detalle de Infierno: Mosaico que representa el Juicio Final por Coppo di Marcovaldo, Museo Baptisterio de San Juan. El poeta Dante Alighieri fue bautizado en este lugar.

Pudo haber sido bautizado con el nombre de «Durante» en el Baptisterio de Florencia, y «Dante» pudo ser la versión hipocorística de tal nombre. Su familia era de Florencia y su verdadero nombre era Alaghieri, favorable al partido güelfo. Su padre, Alighiero de Bellincione, era un güelfo blanco, pero no sufrió la venganza de los gibelinos, después de su victoria en la batalla de Montaperti. Esta salvación le dio un cierto prestigio a la familia.
La madre de Dante era Bella degli Abati y falleció cuando el autor tenía entre cinco y seis años de edad. Poco después, su padre se volvió a casar, esta vez con Lapa di Chiarissimo Cialuffise. Existe controversia en cuanto a esa boda, proponiendo que los dos se hayan unido sin contraer matrimonio, debido a las dificultades levantadas en la época a la boda de viudos. La pareja tuvo dos hijos: Francesco y Tana (Gaetana).
Mientras estudiaba en su ciudad natal en 1278, fue discípulo de Brunetto Latini, quien hace aparición en Infierno (canto XV), y fue amigo del poeta Guido Cavalcanti. Cuando Dante tenía doce años se comprometió con Gemma, hija de Messer Manetto Donati, con la que se casó en 1291, posiblemente en la Iglesia de Santa Margarita. Los matrimonios negociados a edades tan precoces eran entonces frecuentes y para celebrar estos se realizaba una ceremonia importante, que exigía actos oficiales firmados delante de notario. Dante tuvo tres hijos con Gemma: Jacopo, Pietro y Antonia, y quizá un cuarto (Giovanni). Antonia se hizo monja con el nombre de Sor Beatrice.

### Educación y poesía

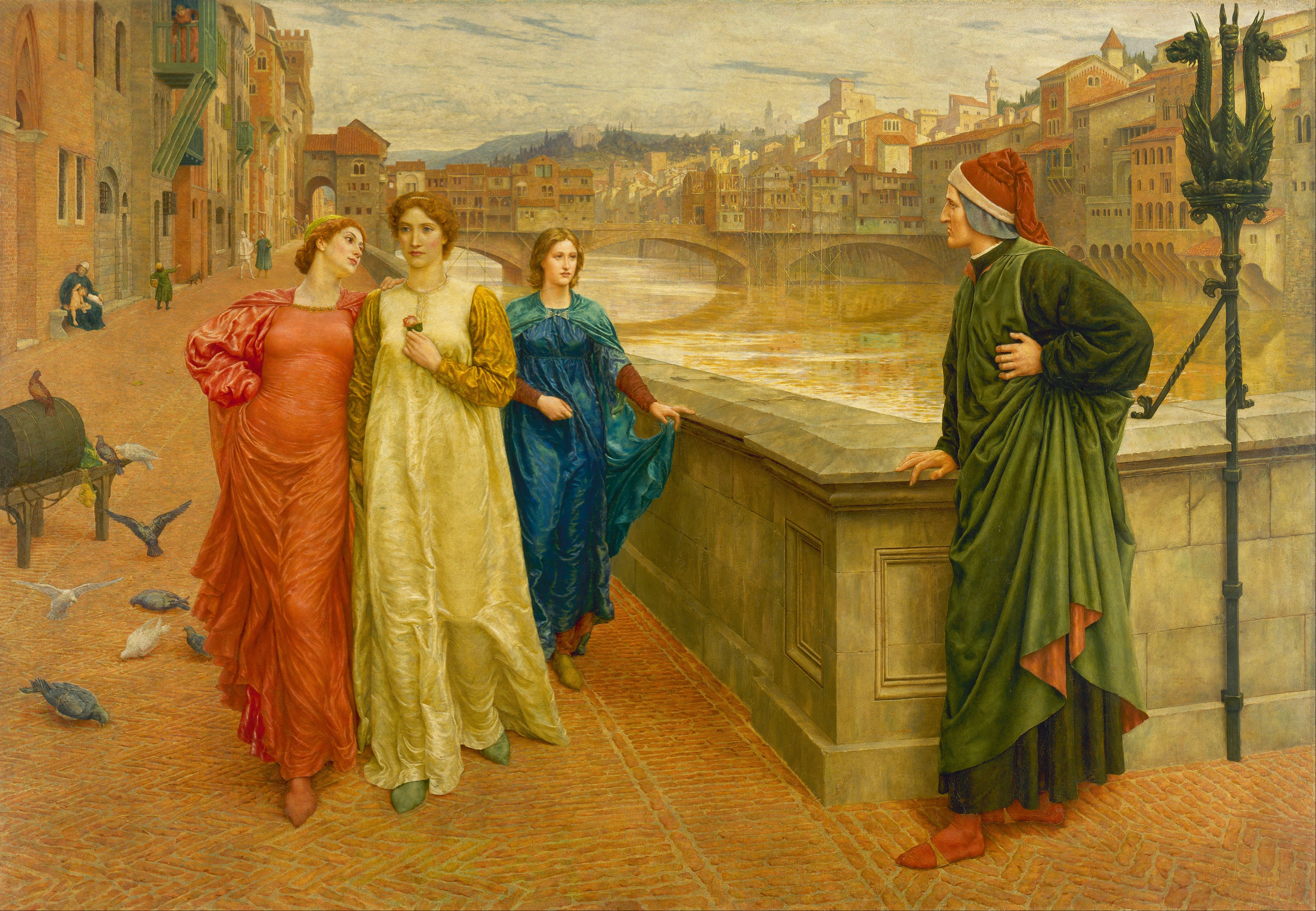
Dante y Beatriz, por el pintor prerrafaelita Henry Holiday, que imagina el encuentro entre Dante y Beatriz en el puente de Santa Trinidad.

Muy poco se sabe de la educación de Dante, aunque se presume que se educaba en casa y que estudió poesía toscana de Guittone de Arezzo y Bonagiunta Orbicciani. En ese momento, la Escuela siciliana cautivó a Dante. Sus centros de interés lo llevaron a conocer lugares de Provenza y la cultura latina. También se hacía evidente su admiración hacia el poeta Virgilio. Además, estudió la lengua vernácula italiana, el latín (la lengua franca de esa época) y el provenzal, y de hecho insertó algunos versos en este idioma en el Purgatorio. Cabe señalar que en la Edad Media la caída del Imperio romano de Occidente dejó en Italia una docena de pequeños Estados, de modo que Sicilia estaba alejada cultural y políticamente de la Toscana, como esta lo estaba de Provenza: las regiones no compartían la misma lengua ni la misma cultura y los medios de comunicación eran difíciles.
Cuando tenía nueve años, Dante conoció a la dama florentina Beatriz Portinari, hija de Folco Portinari, de la cual se enamoró «a primera vista», y al parecer sin siquiera haberse hablado. Él continuó observándola con frecuencia incluso luego de cumplir los dieciocho años; a menudo intercambiaban saludos en la calle, pero nunca llegó a conocerla bien y él mismo con eficacia propuso el ejemplo para el amor cortés. Es difícil entender lo que este amor comprendía en realidad, pero fue algo sumamente importante para la cultura italiana. En nombre de este amor Dante dio su impronta al Dolce stil nuovo que posteriormente influenció a escritores y poetas a descubrir el tema del «Amor», que nunca antes había sido tan acentuado. El amor por Beatriz, al parecer, era la razón de su poesía y de su vida, junto con sus pasiones políticas. Cuando Beatriz murió en 1290, Dante trató de encontrar un refugio en la literatura, más específicamente en la latina. Entonces se dedicó a estudios filosóficos en escuelas religiosas como Santa Maria Novella. Esta pasión «excesiva» por la filosofía fue criticada más tarde por el personaje de Beatriz en el Purgatorio, el segundo canto de la Divina comedia.

### Política

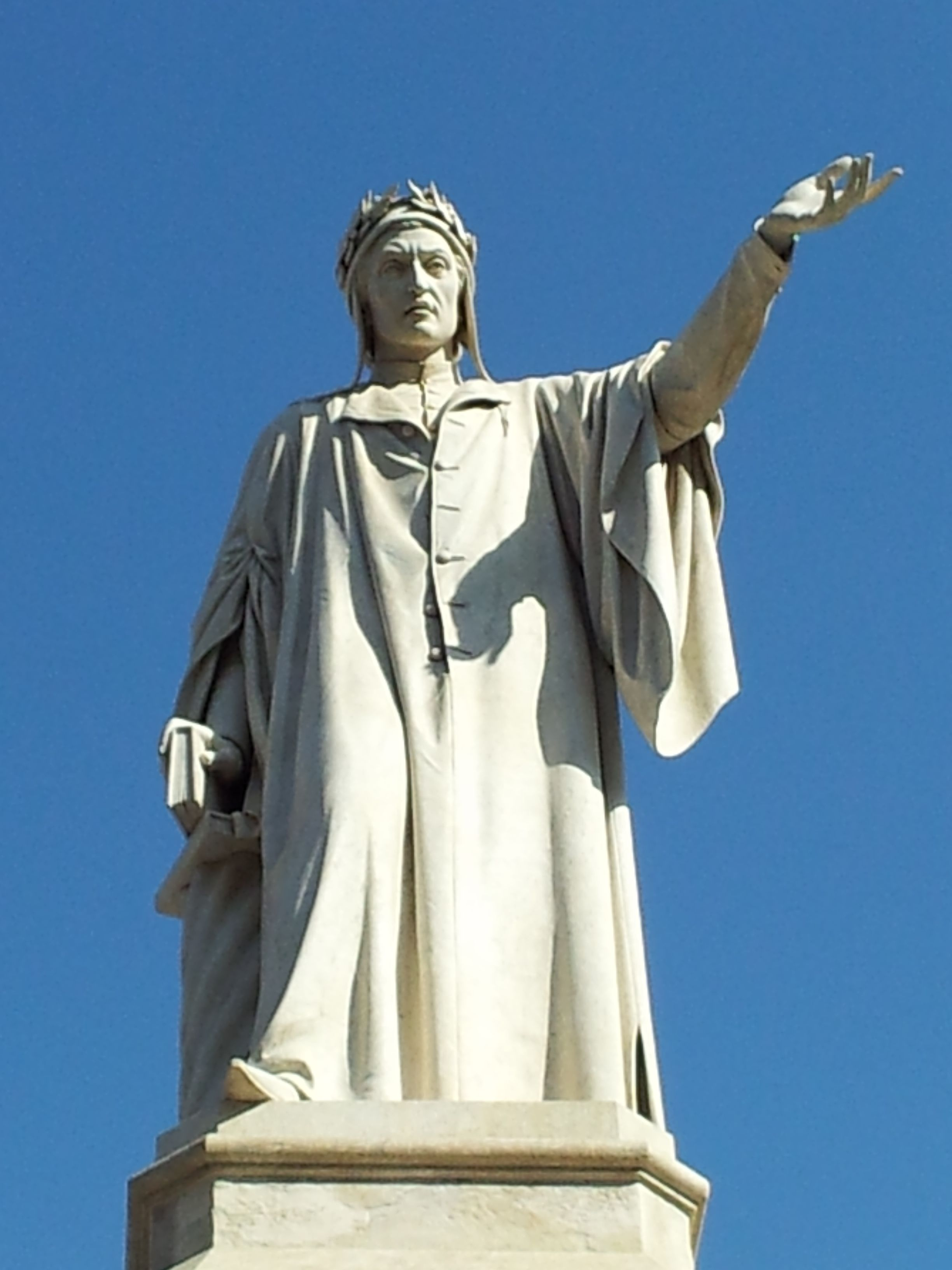
Estatua de Dante en Nápoles.

Dante, como muchos florentinos de aquella época, estuvo involucrado en el conflicto de los güelfos y gibelinos. Luchó en la batalla de Campaldino, que ocurrió el 11 de junio de 1289, con los Caballeros Florentinos Güelfos contra los Gibelinos de Arezzo, y luego en 1294 estuvo entre los caballeros que escoltaron a Carlos Martel de Anjou-Sicilia, nieto de Carlos I de Sicilia, mientras este se encontraba en Florencia. En junio de 1290 se sitúa la fecha de la presunta muerte de Beatriz, a los veinticuatro años de edad.
Más adelante en su carrera política, se hizo doctor y farmacéutico. Se propuso no ejercer estas profesiones, pero una ley emitida en 1295 «el efecto de las reglas de Giano del Bella» requirió que la nobleza que pretendía ocupar cargos públicos debían alistarse en uno de los gremios de Corporazioni di Arti e Mestieri, entonces Dante obtuvo una rápida admisión en el gremio de los boticarios. La profesión que escogió no era completamente inútil para él: vendía sus libros en las tiendas de los boticarios. Como político, logró un poco de importancia.
Después de derrotar a los Gibelinos, los Güelfos se dividieron en dos facciones: Güelfos Blancos (Guelfi Bianchi), el partido de Dante, liderados por Vieri dei Cerchi, y los Güelfos Negros (Guelfi Neri), conducidos por Corso Donati. Los «colores» fueron escogidos cuando Vieri dei Cerchi dio su protección a la familia Grandi en Pistoia, y aquella zona fue llamada La parte bianca («La parte blanca»); Corso Donati por consiguiente había protegido al rival (Parte negra), y estos colores se hicieron los colores distintivos de los partidos en Florencia. Dante fue miembro del Consejo Especial del Pueblo entre 1295 y 1296 y posteriormente formó parte del consejo que elegía a los priores. De 1296 a 1297 fue miembro del Consejo de los Ciento. En el año 1300 fue designado como embajador en San Gimignano. También en 1300 Dante fue elegido como uno de los seis magistrados más altos en la ciudad de Florencia.
La situación política en Florencia no era fácil, porque el papa Bonifacio VIII planificaba una ocupación militar de la ciudad, y esto dificultó su labor como funcionario político. En 1301, Carlos de Valois, hermano del rey Felipe IV de Francia, visitó Florencia porque el papa lo había designado pacificador de Toscana. Pero el gobierno de la ciudad ya había reaccionado negativamente a la llegada de los embajadores del papa algunas semanas antes, buscando así la independencia de las influencias papales.
Para resolver el problema, Dante fue designado como embajador y jefe de una delegación para proponer un tratado de paz, pero al llegar a Roma fue retenido por el papa Bonifacio VIII que pretendía tomar Florencia, para que, de acuerdo con los güelfos negros, la ciudad se anexara a los Estados Pontificios. Corso Donati, jefe de los güelfos negros, desató una persecución en contra de los güelfos blancos, después de que el pontífice tomara la ciudad por la fuerza en 1301.

### Condena, exilio y muerte

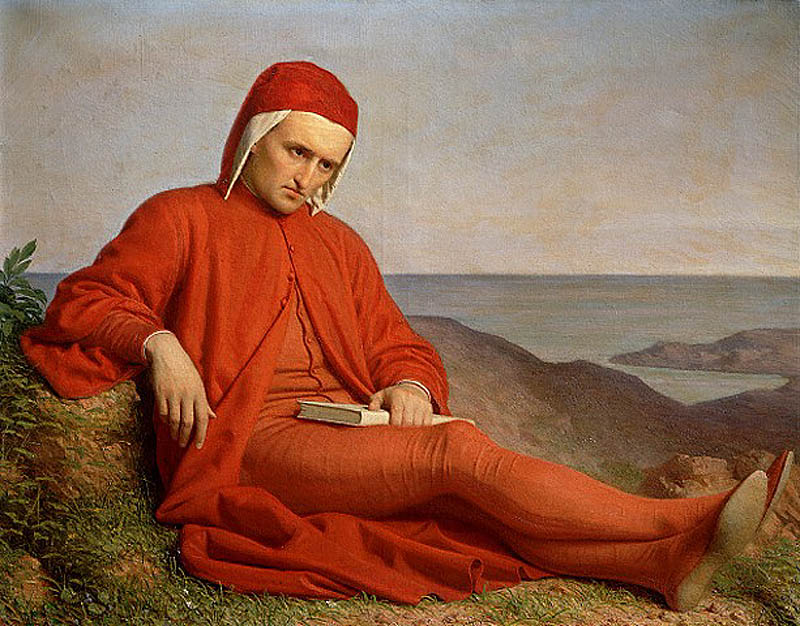
Dante en el exilio (circa 1860). Óleo atribuido a Domenico Peterlini (1822-1891).

Bonifacio VIII pidió a la delegación volver a Florencia y obligó a Dante a permanecer en la ciudad. Al mismo tiempo, el 1 de noviembre de 1301, Carlos de Valois entró en Florencia con los Güelfos negros, quienes en los seis días posteriores destruyeron todo y mataron a la mayor parte de sus enemigos. Después del nombramiento de Cante dei Gabrielli da Gubbio como podestà (es decir, el alcalde) de Florencia (9 de noviembre de 1301), Dante fue condenado por él a exilio durante dos años, y a pagar una gran suma de dinero (sentencia de 27 de enero de 1302). El poeta no podía pagar su multa y finalmente fue condenado a exilio perpetuo (10 de marzo de 1302) al igual que otros 600 güelfos blancos, partidarios de la independencia, y le fue negada toda participación política. El podestà declaró que si alguna vez Dante fuera atrapado por soldados florentinos, sería inmediatamente ejecutado (igne comburatur sic quod moriatur). Gemma, la esposa de Dante, permaneció en Florencia con el fin de evitar la total confiscación de los bienes conyugales.
El poeta participó en varias tentativas de los güelfos blancos para recuperar el poder que habían perdido, pero fallaron, entre otras cosas, debido a traiciones. Dante, disgustado por el trato que recibió de las manos de sus enemigos, también se molestó por las luchas internas y la ineficacia de sus aliados, y de hecho votó por hacer un partido de uno. Llegado a este punto comenzó a bosquejar las ideas para la Divina comedia.

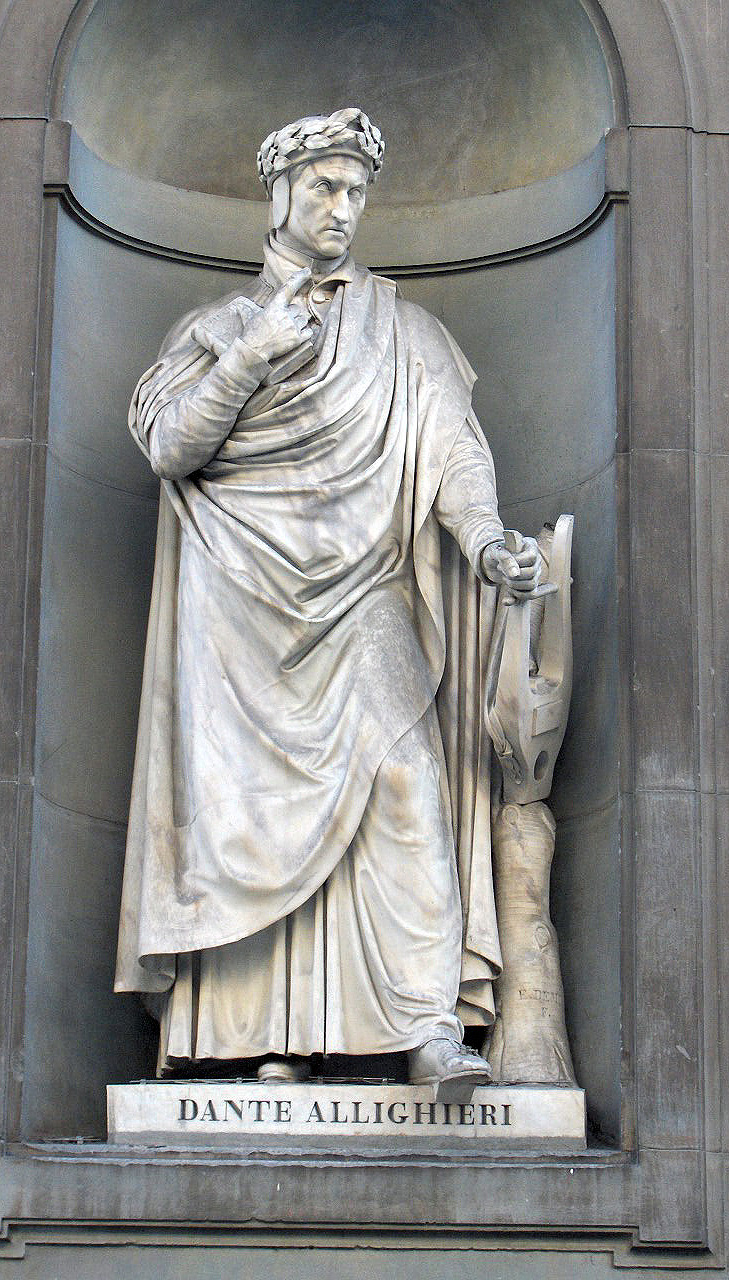
Estatua de Dante Alighieri en la Galería Uffizi.

Fue a Verona como invitado de Bartolomeo Della Scala, entonces se trasladó a Sarzana (Liguria), y después de esto, como se supone, vivió un tiempo en la ciudad de Lucca, en donde pasó una época tranquila con Madame Gentucca (más tarde y, como señal de gratitud, fue mencionada en el Purgatorio, XXIV, 37). 
En 1310 Enrique VII de Luxemburgo, Rey de los Romanos, invadió Italia; Dante vio en él la ocasión de la venganza, así que le escribió varias cartas (y a otros príncipes italianos) en las que le incitaba a destruir violentamente a los güelfos negros. Mezclando la religión y preocupaciones privadas, invocó la peor cólera de Dios contra su ciudad, sugiriendo varios blancos particulares que coincidían con sus enemigos personales.
En Florencia, Baldo d'Aguglione perdonó a la mayor parte de güelfos blancos del exilio, y les permitió volver; sin embargo, Dante había sobrepasado los límites en sus violentas cartas a Enrique VII, y por ello no fue perdonado. En 1310, Enrique VII, emperador de Alemania, fue coronado en Milán como rey de Italia. En 1312, Enrique VII asaltó Florencia y derrotó a los güelfos negros, pero no hay ninguna prueba de que Dante estuviese implicado. Unos dicen que rechazó participar en el asalto sobre su ciudad; los otros sugieren que su nombre se había hecho desagradable para los güelfos blancos y también que cualquier rastro de su paso por la ciudad habría sido borrado cuidadosamente. Dante intentó entrevistarse con Enrique VII y aunque no pretendía deber su regreso al ejército alemán, sí quería ver una Florencia libre de la codicia pontificia. Los deseos de Dante cambiaron cuando se enteró de que Enrique VII había fallecido envenenado y con él cualquier esperanza para que Dante volviera a ver Florencia otra vez. Así que regresó a Verona, donde Cangrande della Scala le permitió vivir con cierta seguridad, por lo visto, en una cantidad justa de prosperidad. Cangrande fue admitido al Paraíso de Dante.
En 1315 Florencia fue forzada por Uguccione della Faggiuola, el oficial militar que controlaba la ciudad, a conceder una amnistía a los exiliados. Dante estaba en la lista de ciudadanos perdonados. Pero Florencia requirió que, aparte del pago de una suma de dinero, estos ciudadanos estuvieran de acuerdo con ser tratados como delincuentes en una ceremonia religiosa y someterse a un consejo público en el que se les reconocería como delincuentes públicos. Dante rechazó este vergonzoso requerimiento y prefirió permanecer en el exilio.
Cuando Uguccione finalmente derrotó a Florencia, la pena de muerte de Dante se convirtió en el confinamiento, con la condición única de que volviera a Florencia a jurar que nunca iba a entrar a la ciudad otra vez. Confirmaron su condena a muerte y la ampliaron a sus hijos. Mucho tiempo esperó Dante ser invitado a volver a Florencia en términos honorables. Para él, el exilio era casi una forma de muerte porque le despojaba de la mayor parte de su identidad. Desde luego, nunca regresó. El príncipe Guido Novello da Polenta lo invitó a Rávena en 1318 y él aceptó. Terminó el Paraíso, y finalmente murió en 1321, a los cincuenta y seis años, quizás por la malaria, cuando regresaba a Rávena de una misión diplomática en Venecia. Dante fue enterrado en la iglesia de San Pier Maggiore, llamada más tarde San Francisco de Asís. Bernardo Bembo, pretor de Venecia, mostró preocupación en 1483 por sus restos y organizó su traslado a una mejor tumba.

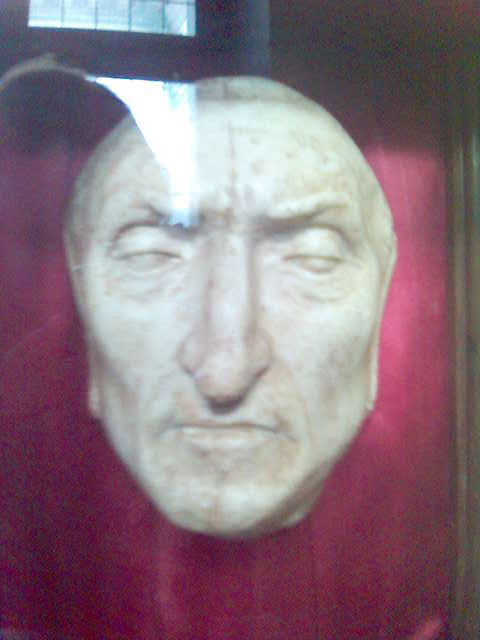
Máscara mortuoria de Dante

Finalmente, Florencia lamentó el exilio de Dante. En 1829, se construyó una tumba para él en Florencia en la basílica de Santa Cruz. Esa tumba ha estado siempre vacía y el cuerpo de Dante permanece en su tumba en Rávena. En la parte frontal de su tumba en Florencia se lee «Honrad al más alto poeta».

## Obras

### Vita nuova
La Vita nuova ('Vida nueva') es la primera obra conocida de Dante Alighieri; escrita entre 1292 y 1293, poco después de la muerte de su amada Beatriz. En la obra se alternan 31 poemas líricos y 42 capítulos en prosa. El sentido del título viene dado por la renovación vital que experimenta el poeta al enamorarse de su amada. La parte en prosa sirve como explicación de los sonetos, escritos según los cánones del dolce stil nuovo, y escogidos entre los que Dante había compuesto desde 1283, en honor de diversas mujeres y de la propia Beatriz. Destacan algunos, como Donne ch'avete intelletto d'amore (capítulo V), o Tanto gentile e tanto onesta pare (capítulo XXVI). Las explicaciones en prosa se escribieron después, con el objeto de dar un marco narrativo a los poemas. La Vita nuova es la máxima expresión del sentido del dolce stil nuovo.
El tema de la obra es el amor platónico de Dante por su amada Beatriz. Dante encuentra por primera vez a Beatriz a los nueve años y se enamora de ella en el acto. Vuelve a encontrarla nueve años después, a los dieciocho de edad, y compone un soneto en su honor. Desde ese momento, siente por Beatriz un amor platónico, y su mayor felicidad es ser saludado por ella. Sin embargo, oculta cuidadosamente el amor que tiene por Beatriz cortejando abiertamente a otra dama. Llegado esto a oídos de Beatriz, ella le niega el saludo. Se le aparece el Amor, y en su discurso, que el poeta no comprende, profetiza la muerte de Beatriz Portinari. Dante toma como objetivo de su vida expresar a través de la poesía su amor por Beatriz. Muere el padre de Beatriz y, poco después, Dante cae gravemente enfermo. Durante su enfermedad tiene una pesadilla que es un presagio de la muerte de Beatriz, que se relaciona con el número 9.
Dante se cree enamorado de otra dama, pero vence esta falsa pasión, y una visión le muestra a Beatriz, vestida de rojo, en la gloria de los cielos, por lo cual el poeta decide no amar a otra mujer y consagrar su vida al recuerdo de su amada, aunque no escribirá sobre ella hasta que no sea capaz de encontrar la forma adecuada de hacerlo. En el ámbito universal se conoce a Beatriz como una de las más grandes musas de la historia. Fue esta mujer quien inspiró a Dante para escribir una de las más grandes obras de la literatura mundial.

### De vulgari eloquentia

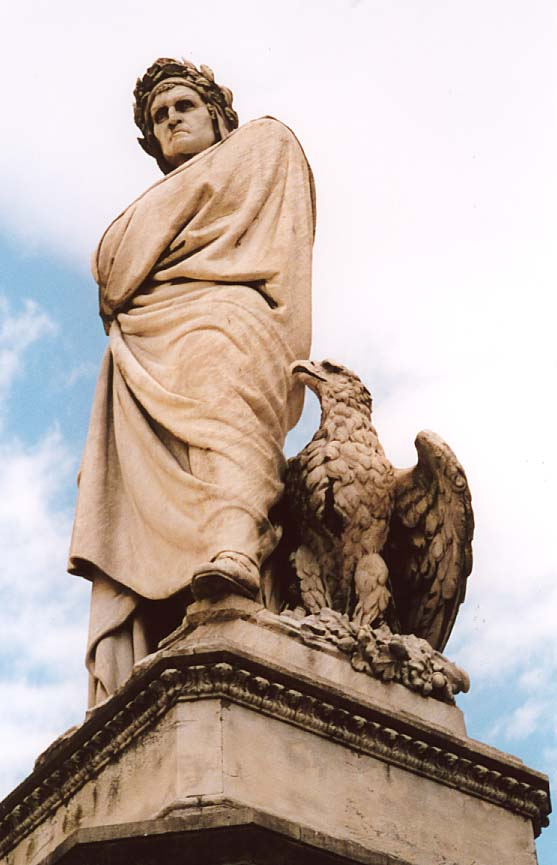
Estatua de Dante en Florencia.

De vulgari eloquentia ('Acerca del habla popular') es el título de un ensayo de Dante Alighieri, escrito en latín y que inicialmente iba a consistir en cuatro libros, aunque Dante desechó la idea después del segundo. Fue probablemente escrito en los años que precedieron el destierro de Dante de su natal Florencia, entre 1303 y 1305. Los ensayos latinos eran muy populares en la Edad Media, pero Dante hizo algunas innovaciones en su trabajo. Primero: el tema, la lengua vernácula, que era una opción rara en ese momento. Secundariamente, la manera en que Dante se acercó a este tema, dando a la lengua vernácula la misma dignidad que se le otorgaba al latín. Finalmente, Dante escribió este ensayo para analizar el origen y la filosofía de la lengua vernácula, porque, en su opinión, este idioma no era algo estático, sino algo que evolucionaba y necesitaba una contextualización histórica.
Al principio, Dante enfrentó la evolución histórica del idioma que él pensaba que nació unitario y luego fue separado en modismos diferentes debido a la vanidad demostrada por la humanidad en la Torre de Babel. Compiló un mapa de la posición geográfica de los idiomas que él conocía, mientras dividió el territorio europeo en tres partes: uno al este, con los idiomas griegos, uno al norte, con los idiomas germánicos, y al sur las lenguas romances, separado en tres ramas, identificadas por el adverbio de afirmación, el idioma del oc, el idioma del oïl y el idioma del sì. Rebatió la idea de que la gramática es un idioma estático que consiste en reglas inmutables. Para esto, Dante necesitó recuperar los idiomas naturales.
Entre los capítulos diez y quince del primer libro, Dante escribe sobre su investigación para una lengua vernácula ilustre, entre las catorce variedades encontradas en la región italiana. Directamente o indirectamente, Dante leyó los trabajos de san Agustín, los de Tomás de Aquino y algunos diccionarios enciclopédicos como el Etymologiae de Isidoro de Sevilla y Li livres dou trésor de Brunetto Latini. También se inspira en la filosofía aristotélica, y en el trabajo de Dante se pueden identificar algunas referencias en los textos a representantes de lo que a veces se ha llamado aristotelismo radical.

### Divina comedia

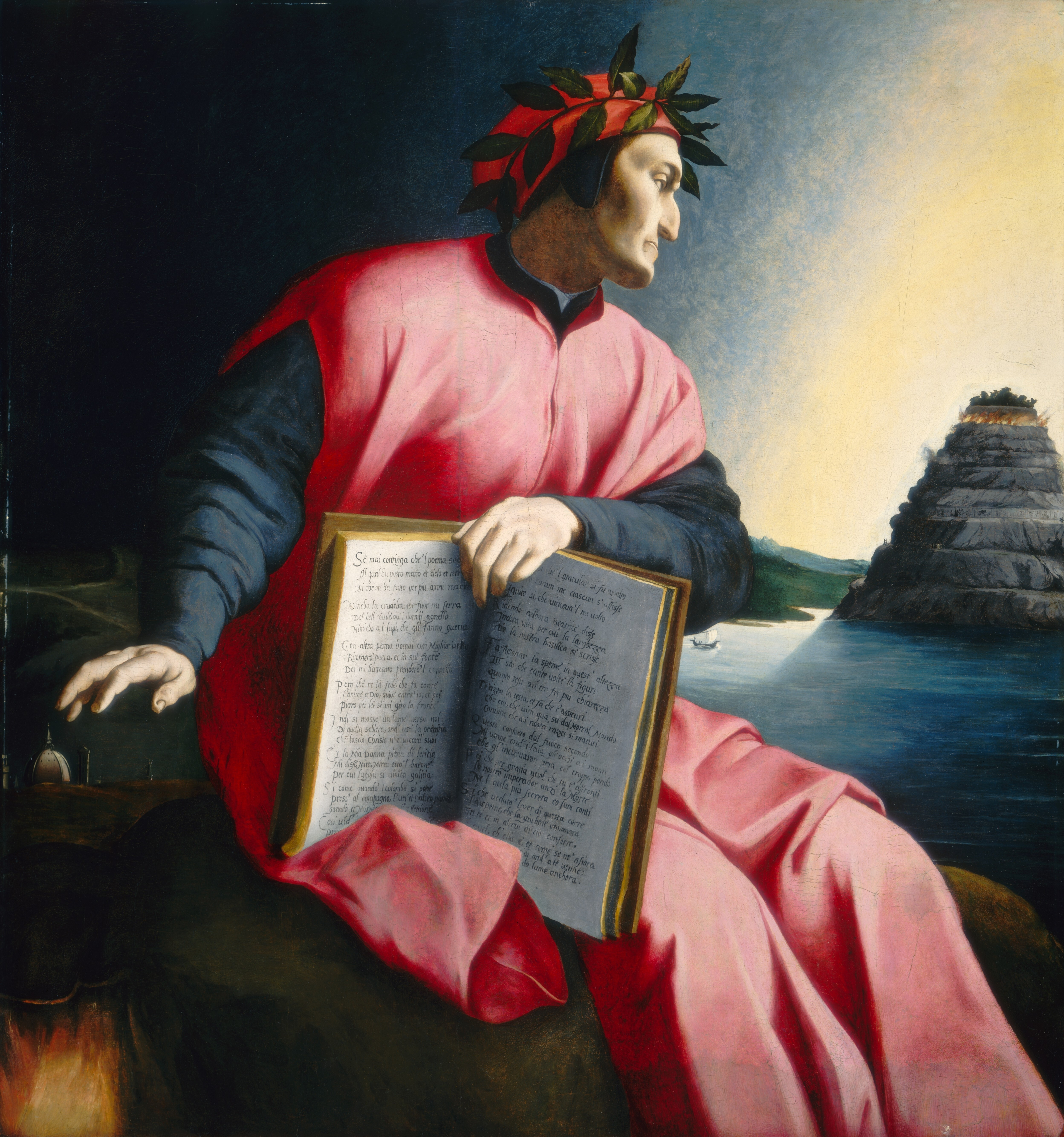
Dante en el Purgatorio.

La Divina comedia es una epopeya alegórica en tercetos encadenados escrita entre 1304 y su muerte, considerada como una de las obras maestras de la literatura italiana y mundial. Numerosos pintores de todos los tiempos crearon ilustraciones sobre ella, destacándose entre ellos Sandro Botticelli, Gustave Doré y Salvador Dalí. Dante la escribió en el dialecto toscano, matriz del italiano actual, que se utilizó entre los siglos XI y XII. La obra se divide en tres partes: Infierno, Purgatorio y Paraíso.
Cada una de sus partes está dividida en treinta y tres cantos, a su vez compuestos de tercetos. La composición del poema se ordena según el simbolismo del número tres (número que simboliza la trinidad sagrada, Padre, Hijo y Espíritu Santo, así como también el número tres simboliza el equilibrio y la estabilidad en algunas culturas, y que también tiene relación con el triángulo y la perfección): hay tres personajes principales, Dante, que personifica al hombre; Beatriz, que personifica a la fe; y Virgilio, que personifica a la razón. Además, cada estrofa tiene tres versos y cada una de las tres partes cuenta con treinta y tres cantos. El poema puede leerse según los cuatro significados que se atribuyen a los textos sagrados: literal, moral, alegórico y anagógico. En este poema, Dante hace gala de un gran poder de síntesis, algo característico de los grandes poetas.
Dante, modestamente, tituló Comedia a la obra pues, de acuerdo con el esquema clásico, no podía ser una tragedia, ya que su final era feliz. El libro suele presentarse actualmente con un gran cuerpo de notas que ayudan a entender quiénes eran los personajes mencionados. Estos comentarios incluyen interpretaciones de las alegorías o significados místicos que contendría el texto, que otros prefieren leer como un relato literal. Esta tendencia se acentuó en el siglo XX entre los exégetas y críticos de la Divina comedia, muchos de los cuales sostienen que Dante narró una historia en el mundo material de ultratumba tal como se lo concebía en su tiempo. Miguel Asín Palacios, por otra parte, destacó la importancia de la escatología musulmana en la estructura del Infierno dantesco, y en particular de la obra Escala de Mahoma, en la que Mahoma, guiado por el arcángel Gabriel, recorre el Cielo y el Infierno, dividido este último en siete estancias.

### Il Convivio
Il Convivio ('Convivio') fue escrito entre 1303 y 1309 en prosa toscana, después de la Vita nuova. Su propósito era aclarar 14 canciones filosóficas y didácticas del autor y debía constar de 15 libros de contenido más bien enciclopédico, pero solo llegó a escribir el de introducción y tres tratados más, el primero sobre el consuelo de la filosofía, inspirado en Boecio, el segundo siendo un elogio de la sabiduría y el tercero un tratado sobre el concepto de qué es la verdadera nobleza, si la de la sangre o la del alma. Es una exposición bastante aristotélica que inaugura la prosa científica en lengua vulgar en Italia y se imprimió por primera vez en Florencia en 1490.

### Obras menores
Dante dejó además el tratado político en tres libros De Monarchia, donde defiende la necesidad de una monarquía universal autónoma e independiente que garantice la unidad y la paz. En el segundo reconoce la legitimidad del derecho del imperio y en el tercero demuestra que la autoridad del monarca es divina, procede de Dios, y por tanto no está sujeta a la autoridad de papa alguno; la monarquía universal es distinta a la Iglesia y está a la misma altura que ella. Produjo además dos églogas latinas hacia el año 1318, varias epístolas, la más famosa la XIII dirigida a Cangrande della Scala, donde expone el concepto de su Commedia, y el tratado Qaestio de aqua et terra, posiblemente apócrifo. También se han recogido en un Canzoniere todas las poesías sueltas, unas bajo el influjo de Guittone de Arezzo, otras stilnovistas de estilo guinizzelliano o cavalcantiano que compuso, entre ellas las Rime pietrose, dos canciones y dos sextinas dedicadas a una antigua amante, Petra, bella e insensible.

## Dante en la cultura moderna

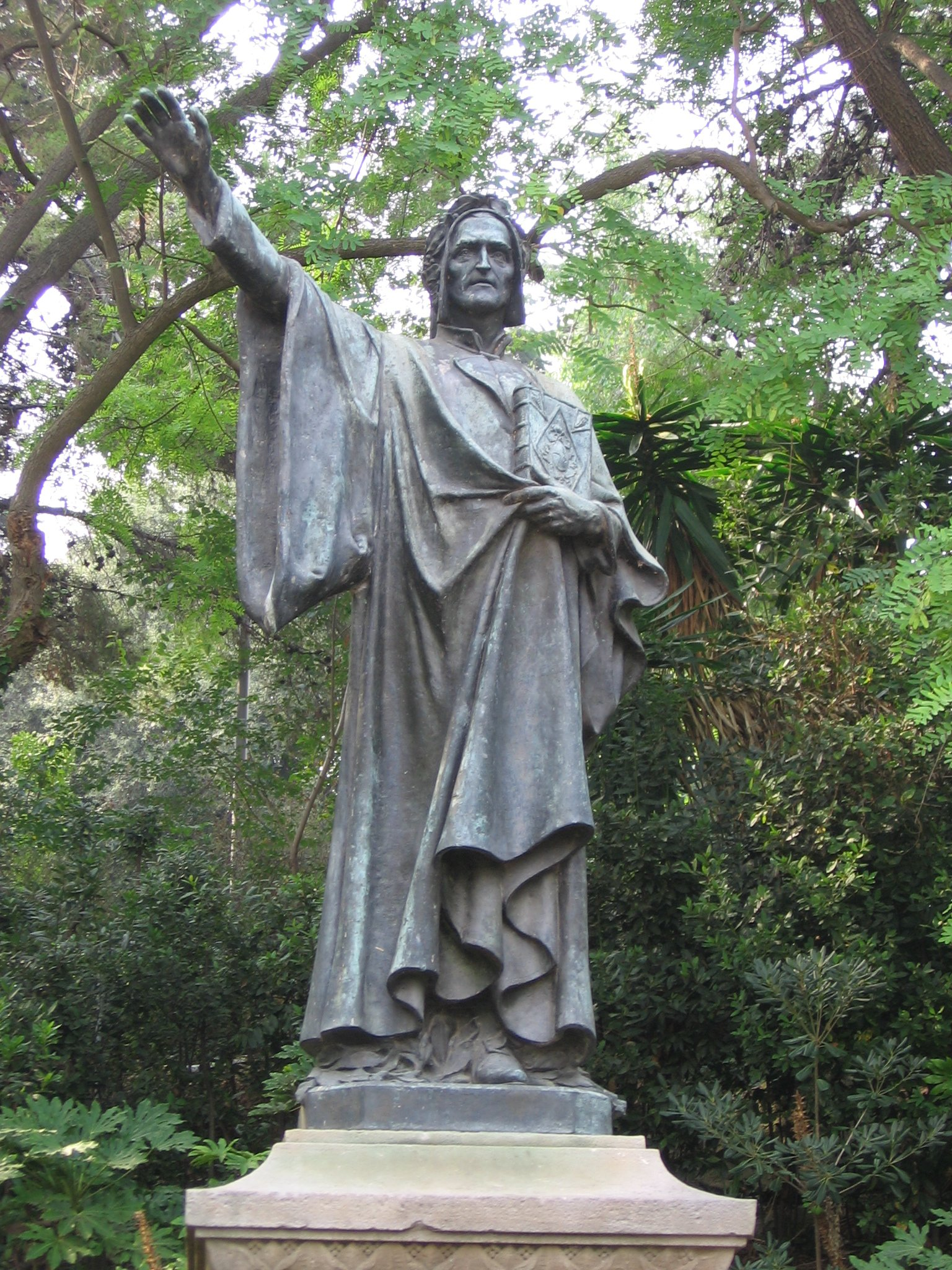
Dante, de Cesare Zocchi, Jardines de Joan Brossa, Barcelona.

La vida y obra de Dante ha tenido una influencia decisiva en la construcción de la identidad italiana y en general en la cultura moderna. Muchos escritores e intelectuales han utilizado la Divina comedia y otras de sus obras como una fuente de inspiración temática, lingüística y expresiva.

### Literatura
- La Sociedad Dante Alighieri, que se dedica a difundir la lengua italiana, nació en Roma en 1889 mediante el Real Decreto N.º 347.[28]
- Cartas a los años de nostalgia (Natsukashii e no tegami) es una novela del Premio Nobel de Literatura de 1994 Kenzaburō Ōe, la cual relata la historia de los sucesos acaecidos desde antes de su entrada a la universidad hasta los ulteriores años como celebridad. Utiliza como plataforma de fondo a la Divina comedia.
- El párrafo final de Deus caritas est, primera encíclica escrita por el papa Benedicto XVI, está inspirado en la Divina comedia (particularmente en el último canto de Paraíso, el cual finaliza en la Luz interminable que es Dios mismo, la Luz que es al mismo tiempo el Amor que mueve al Sol y a las otras estrellas),[29] concluyendo al considerar el ejemplo de los santos y al elevar una oración a la Virgen María.
- En el álbum N.º 28 del cómic Superlópez, titulado El Infierno, Juan López muestra a su más famoso «hijo» atravesando el infierno de Dante en versión cómic.
- El poeta guatemalteco Luis Cardoza y Aragón utiliza a Dante como personaje en su largo poema en prosa Pequeña sinfonía del nuevo mundo; en esta obra el poeta vaga por Nueva York guiado por un niño.
- En la obra poética de Eugenio Montale es frecuente el uso de términos y fórmulas del Dante lírico y del Dante de la Comedia.
- El poeta T. S. Eliot se inspira en Dante en el poema La tierra yerma, donde traduce literalmente los versos 56-57 del tercer canto del Infierno.
- El poeta argentino Jorge Luis Borges escribió Nueve ensayos dantescos y realizó numerosas conferencias en relación con el sagrado poema. Su trabajo refleja muy a menudo las claves de la Comedia que incluye en sus poemas como en Poema conjetural, que incorpora el episodio en el Purgatorio.
- En la novela de Matilde Asensi El último Catón, Dante aparece involucrado con la sociedad de los Staurofilakes, ya que él revela la ubicación de la Vera Cruz al mundo cuando redacta la ruta de iniciación de la sociedad en la estructura del Purgatorio en la Divina comedia.
- El poeta español Juan Antonio Villacañas, en su poemario El Dante en Toledo, estructurado en cantos, hace un recorrido lírico por su ciudad llevando a Dante como compañero.
- En la novela La Dama de Blanco del escritor argentino Guillermo Barrantes, Dante aparece como un fantasma que guía Fabián, el protagonista, a través de los círculos míticos de Buenos Aires para encontrar a Rufina.

### Artes plásticas

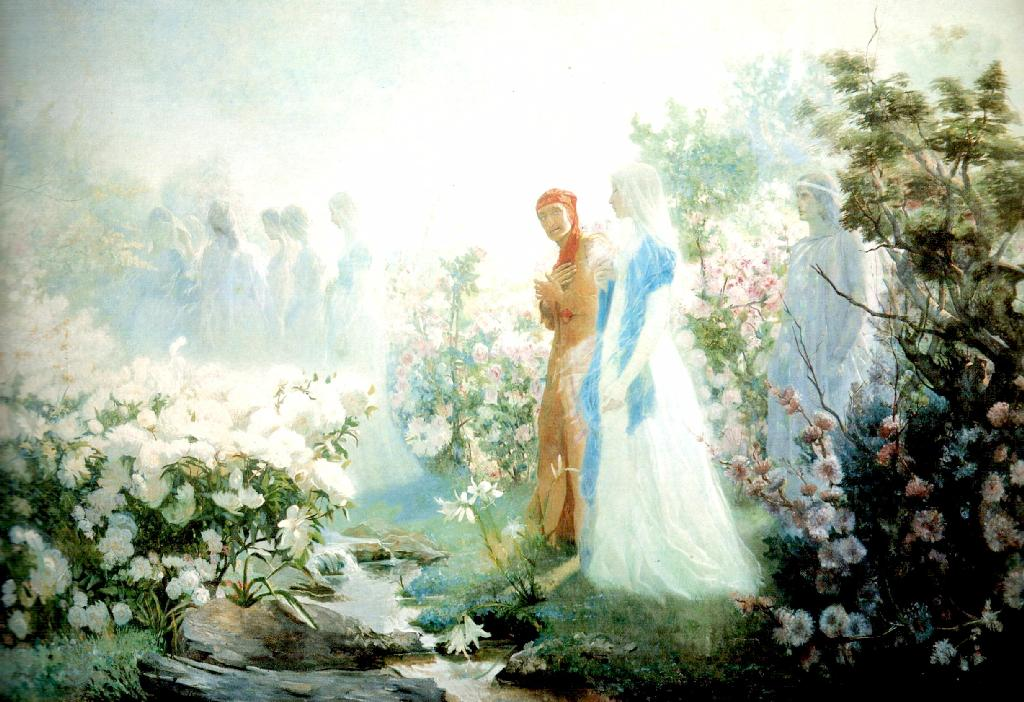
Dante y Beatriz a orillas del Leteo (1889), obra del pintor venezolano Cristóbal Rojas.

En Italia, el diseño de la cara nacional de la moneda de 2 euros muestra el retrato de Dante Alighieri realizado por Rafael Sanzio, el cual se conserva en el ala del papa Julio II del Palacio Apostólico de la Ciudad del Vaticano. En el año 2007, científicos italianos de la Universidad de Bolonia recrearon la cara «real» de Dante. Se cree que es el más parecido a su verdadera apariencia. Un retrato pintado por Botticelli fue usado como base junto al cráneo. Dante cuenta con numerosas representaciones gráficas ya desde tiempos contemporáneos al personaje, como la que realizó Giotto en la Capilla del Bargello. Célebre es el Dante y su Divina Comedia (1465), obra de Domenico di Michelino conservada en el Duomo de Florencia, o el retrato que incluyó Andrea del Castagno entre su colección de Florentinos ilustres (Uffizi, hacia 1450).
Numerosos artistas de todos los tiempos crearon ilustraciones sobre Dante y sus obras, destacándose Sandro Botticelli, Gustave Doré, Salvador Dalí, Miguel Ángel, el inglés William Blake, el italiano Gioacchino Antonio Rossini y el alemán Robert Schumann, entre otros. La escultura conocida como El Pensador de Auguste Rodin fue bautizada originariamente por Rodin como Dante pensando en las puertas del infierno, aunque es conocida popularmente como El Pensador. La iconografía de Las Puertas del Infierno, también obra de Rodin, está basada en la Divina comedia y en los poemas de Charles Baudelaire de su obra Las flores del mal, tratando de realizar una gran alegoría del amor y la condena. También Rodin presenta la influencia del Dante en su obra El beso (Le baiser), en un principio llamada Francesca de Rimini, por uno de los personajes del Infierno de Dante, enamorada del hermano de su marido, quien les descubrió y asesinó.

### Arquitectura
El Palacio Barolo, ubicado en Buenos Aires, Argentina, cuenta con numerosas referencias arquitectónicas a la Divina comedia. Motivado por la admiración que profesaba por Dante Alighieri, el arquitecto Mario Palanti diseñó el edificio como un Danteum, es decir, una construcción que sigue alegóricamente el ordenamiento de la obra máxima de Dante. Por esa razón, tiene tres partes: Infierno, Purgatorio y Cielo, cuyo faro representa al Empíreo, el punto más alto del Cielo, la luz divina, la presencia misma de Dios donde se reúnen las almas bienaventuradas.
La estructura tiene 100 metros hasta la punta del faro, mismo número de cantos del poema. El edificio se divide en dos cuerpos, con 11 oficinas por bloque en cada uno de los niveles; 22 son los pisos, al igual que las estrofas de los versos de la Divina comedia. El plan del edificio y su distribución se hicieron sobre la base de la sección áurea y el número de oro, proporciones y medidas de origen sagrado.

### Eponimia
El cráter lunar Dante lleva este nombre en su honor.

## Bibliografía

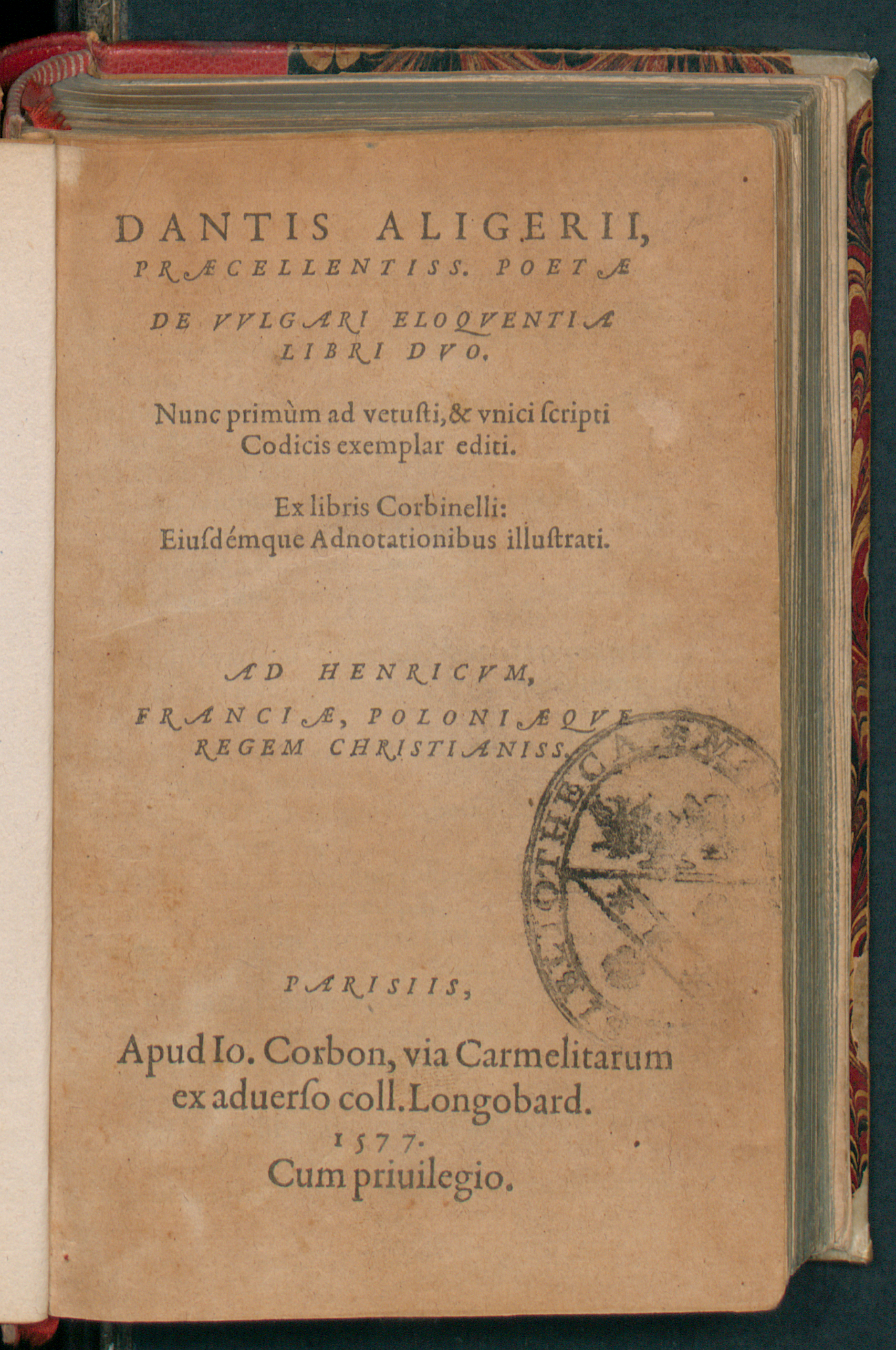
De vulgari eloquentia, 1577